# Ontherus erosioides
Ontherus erosioides là một loài bọ cánh cứng trong họ Bọ hung (Scarabaeidae).